# Úmluva OSN o boji proti desertifikaci
Úmluva OSN o boji proti desertifikaci v zemích postižených velkým suchem a/nebo dezertifikací, zvláště v Africe je mezinárodní dohoda o boji proti dezertifikaci a zmírnění důsledků sucha prostřednictvím národních akčních programů, které zahrnují dlouhodobé strategie podporované mezinárodní spoluprací a partnerskými dohodami.
Úmluva, která je jedinou úmluvou vyplývající z přímého doporučení Konference OSN o životním prostředí a rozvoji, byla přijata v Paříži dne 18. června 1994 a vstoupila v platnost 26. prosince 1996. Je prvním a jediným mezinárodně závazným rámcem nastaveným tak, aby řešil problémy dezertifikace. Úmluva je založena na principu participace, partnerství a decentralizace – páteři dobré správy a udržitelného rozvoje. Úmluvu podepsalo 195 zemí a Evropská unie.
Za účelem propagace této úmluvy byl rok 2006 vyhlášen „Mezinárodním rokem pouští a dezertifikace.“

## Smluvní strany

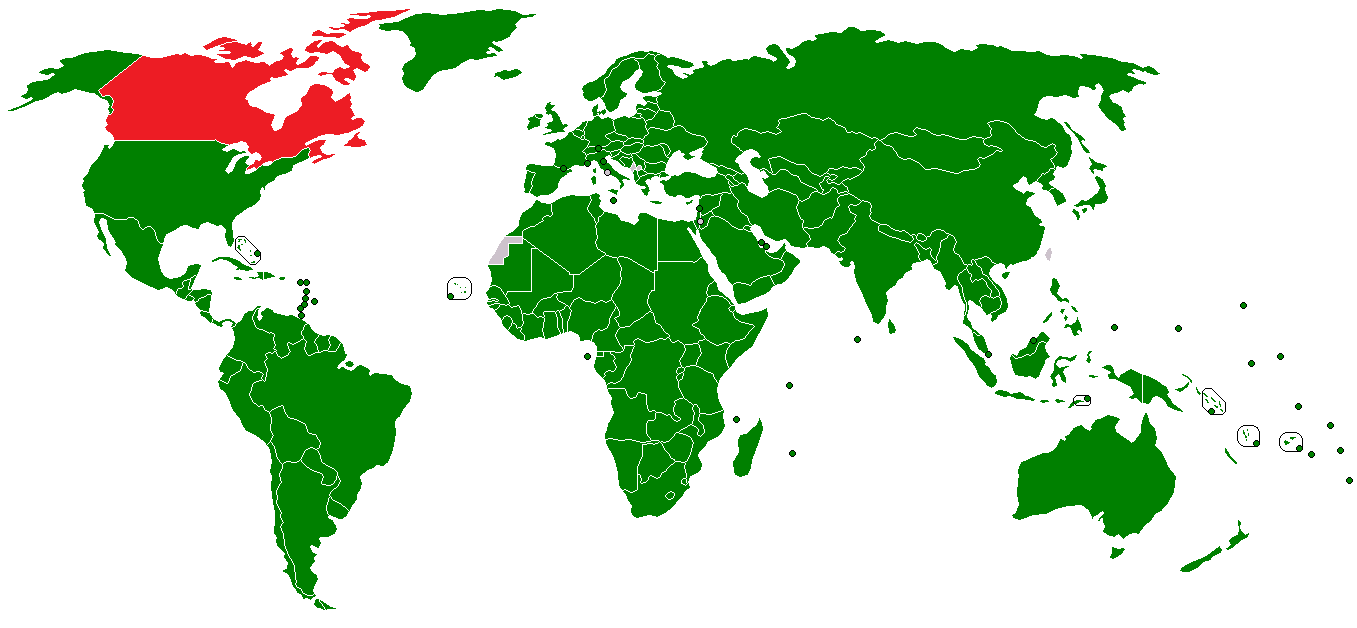
Signatáři Úmluvy. Kanada v červeném oznámila vypovězení.

Úmluva má k únoru 2015 celkem 196 smluvních stran (195 zemí a Evropská unie): Afghánistán, Albánie, Alžírsko, Andorra, Angola, Antigua a Barbuda, Argentina, Arménie, Austrálie, Rakousko, Ázerbájdžán, Bahamy, Bahrajn, Bangladéš, Barbados, Bělorusko, Belgie, Belize, Benin, Bhútán, Bolívie, Bosna a Hercegovina, Botswana, Brazílie, Brunej, Bulharsko, Burkina Faso, Ázerbájdžán, Burundi, Kambodža, Kamerun, Kanada, Kapverdy, Středoafrická republika, Čad, Černá Hora, Chile, Čína, Kolumbie, Komory, Demokratická republika Kongo, Republika Kongo, Cookovy ostrovy, Kostarika, Pobřeží slonoviny, Chorvatsko, Kuba, Kypr, Česko, Severní Korea, Dánsko, Džíbútí, Dominika, Dominikánská republika, Ekvádor, Egypt, Salvador, Rovníková Guinea, Eritrea, Estonsko, Etiopie, Evropská unie, Fidži, Finsko, Francie, Gabon, Gambie, Gruzie, Německo, Ghana, Řecko, Grenada, Guatemala, Guinea, Guinea-Bissau, Guyana, Haiti, Honduras, Maďarsko, Island, Indie, Indonésie, Irák, Írán, Irsko, Izrael, Itálie, Jamajka, Japonsko, Jordánsko, Kazachstán, Keňa, Kiribati, Jižní Korea, Jižní Súdán, Kuvajt, Kyrgyzstán, Laos, Lotyšsko, Libanon, Lesotho, Libérie, Libye, Lichtenštejnsko, Litva, Lucembursko, Madagaskar, Malawi, Malajsie, Maledivy, Mali, Malta, Marshallovy ostrovy, Mauritánie, Mauricius, Mexiko, Federativní státy Mikronésie, Moldavsko, Monako, Mongolsko, Maroko, Mosambik, Namibie, Nauru, Nepál, Nizozemsko, Nový Zéland, Nikaragua, Niger, Nigérie, Niue, Norsko, Omán, Pákistán, Palau, Panama, Papua Nová Guinea, Paraguay, Peru, Filipíny, Polsko, Portugalsko, Katar, Rumunsko, Rusko, Rwanda, Severní Makedonie, Svatý Kryštof a Nevis, Svatá Lucie, Svatý Vincenc a Grenadiny, Samoa, San Marino, Svatý Tomáš a Princův ostrov, Saúdská Arábie, Senegal, Srbsko, Seychely, Sierra Leone, Singapur, Slovensko, Slovinsko, Šalomounovy ostrovy, Somálsko, Jihoafrická republika, Španělsko, Srí Lanka, Súdán, Surinam, Svazijsko, Švédsko, Švýcarsko, Sýrie, Thajsko, Tádžikistán, Tanzanie, Východní Timor, Togo, Tonga, Trinidad a Tobago, Tunisko, Turecko, Turkmenistán, Tuvalu, Uganda, Ukrajina, Spojené arabské emiráty, Spojené království, Spojené státy americké, Uruguay, Uzbekistán, Vanuatu, Venezuela, Vietnam, Jemen, Zambie, Zimbabwe.
Všechny členské státy OSN jsou smluvními stranami úmluvy. Úmluva se nevztahuje na Arubu, Karibské Nizozemsko, Curaçao a Svatý Martin (Nizozemské království) nebo na britská území Gibraltar, Ostrov Man, Guernsey a Jersey.
Jediný stát, který úmluvu ratifikoval, Kanada, oznámil vypovězení úmluvy. Nečlenské státy OSN, které úmluvu ratifikovaly jsou Cookovy ostrovy a Niue. Vatikán a státy s omezeným uznáním nejsou členy Úmluvy.